# Ирсфельд
Ирсфельд (нем. Uersfeld) — община в Германии, в земле Рейнланд-Пфальц. 
Входит в состав района Вульканайфель. Подчиняется управлению Кельберг.  Население составляет 699 человек (на 31 декабря 2010 года). Занимает площадь 4,26 км².